# Auto Union

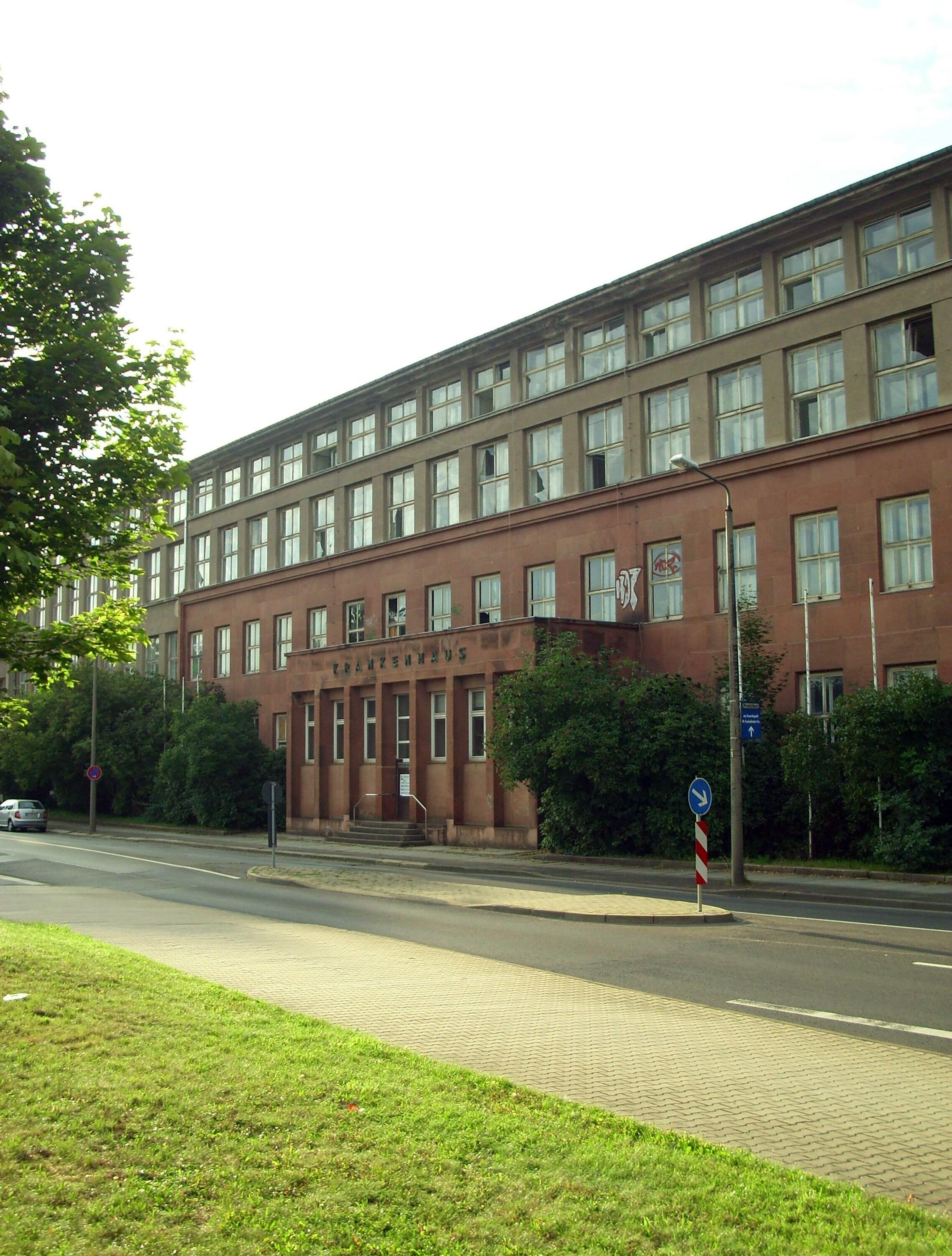
Auto Unions tidigare huvudkontor i Chemnitz

Auto Union AG var en tysk koncern som bildades 1932 av de fyra biltillverkarna Audi, DKW, Horch och Wanderer i Zwickau. Sammanslagningen kom i samband med den stora ekonomiska kris som drabbade Tyskland under 1930-talets början.
Förutom en efterkrigsmodell av DKW som kallades Auto Union, är det bara racingbilarna som faktiskt har hetat Auto Union.

## Historia
Zschopauer Motorenwerke J. S. Rasmussen AG var världens största motorcykeltillverkare 1928 och ägaren Jørgen Skafte Rasmussen köpte samma år upp Audiwerke AG i Zwickau med finansiellt stöd från Sächsische Staatsbank. I början av 1930-talet hamnade bolaget i svårigheter och Rasmussen och Richard Bruhn från banken drog upp planen att slå samman Zschopauer Motorenwerke, Audi och Horchwerke AG. Möjligt var också att skapa ett tioårsavtal med Wanderer-Werke i Schönau utanför Chemnitz. Detta blev grunden för bildandet av Auto Union AG 29 juni 1932. Först var huvudkontoret i Zschopau men då Chemnitz stad var aktieägare flyttade huvudkontoret dit 1936. Sächsische Staatsbank var majoritetsägare och Richard Bruhn utsågs till styrelseordförande.
Auto Union skapade en logotyp i form av fyra överlappande ringar, som skulle representera de fyra bilmärkena. De placerades i rad, för att undvika sammanblandning med de fem olympiska ringarna. De separata bilarnas logotyper användes fortfarande på privata bilar, logotypen med de fyra användes enbart på racingbilar. Logotypen används än idag av Audi. På 1930-talet var Auto Union Tysklands näst största personbilstillverkare efter Opel. DKW var klart störst av koncernens märken. 1939 tillverkades 61 000 DKW-personbilar. Horch hade över 50 procents marknadsandel i lyxbilsklassen i Tyskland. Auto Union hade 23 000 anställda 1938.
Under Richard Bruhns ledning blev Auto Union på eget initiativ aktivt i den tyska rustningsindustrin. I samarbete med SS kom Auto Union att uppföra sju arbetsläger där 3700 fångar sattes in i produktionen. 16 500 personer blev tvångsarbetare på Auto Union.  Produktionen ställdes om och bolaget tillverkade flygmotorer och motorer till pansarvagnar. 1935 grundade Auto Union Mitteldeutsche Motorenwerke för flygmotortillverkningen när regimen inledde en återupprustning av militären. Under andra världskriget tillverkade DKW:s fabrik i Zschopau strömförsörjningsaggregat och militärmotorcyklar. I Zwickau tillverkades på licens Steyr 1500 A. Horch-fabriken tillverkade bland annat torpeder och militärfordon. I liten omfattning fortsatte den civila produktionen. 2014 offentliggjordes Auto Unions historia under nazismen i en studie som Audi AG låtit göra.

De fyra märkena
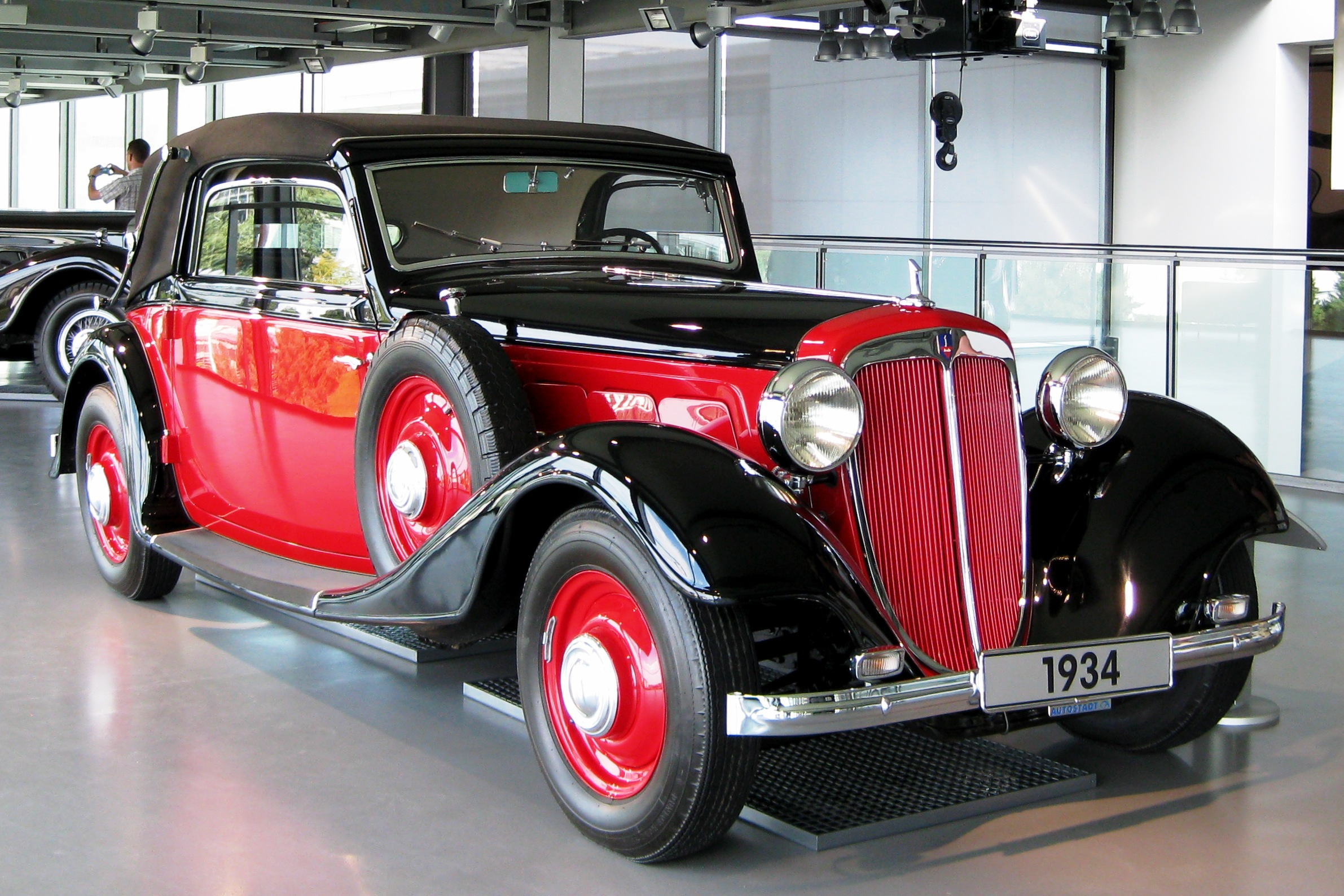
Audi
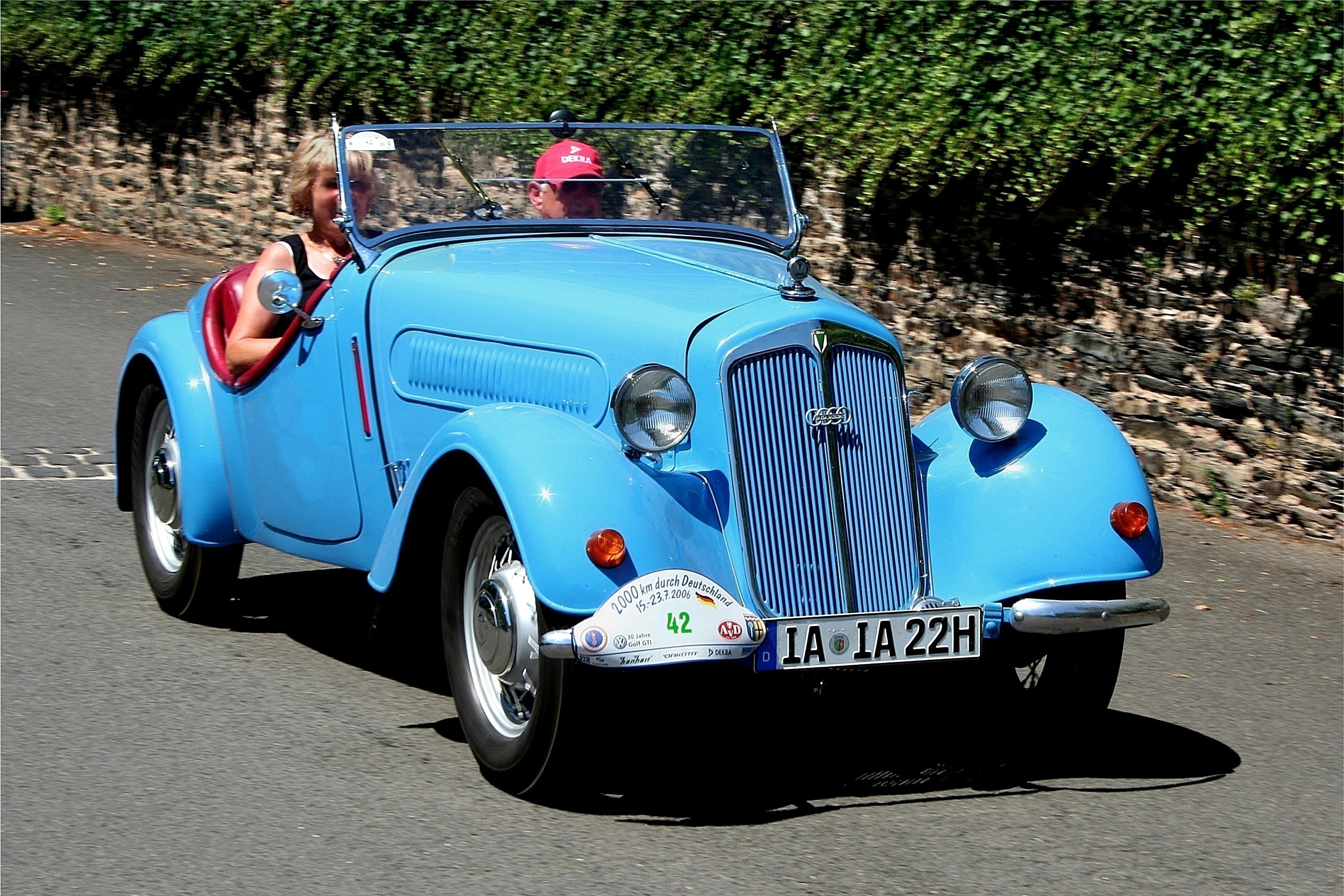
DKW
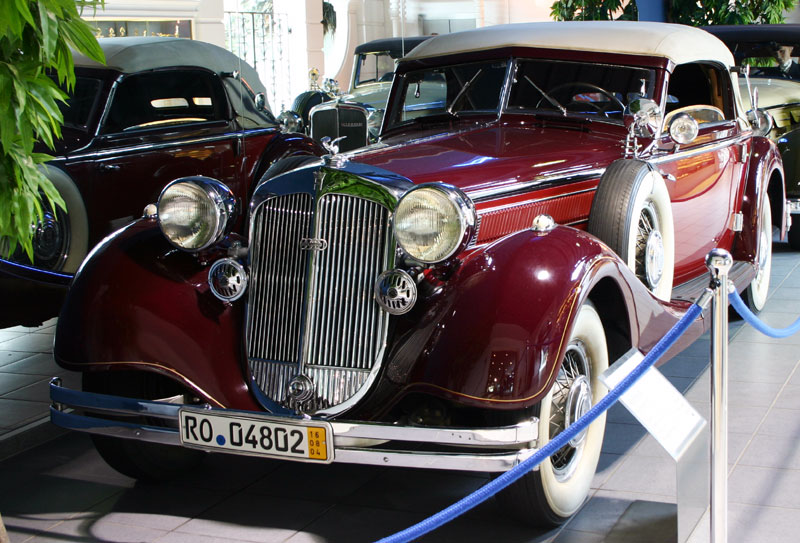
Horch
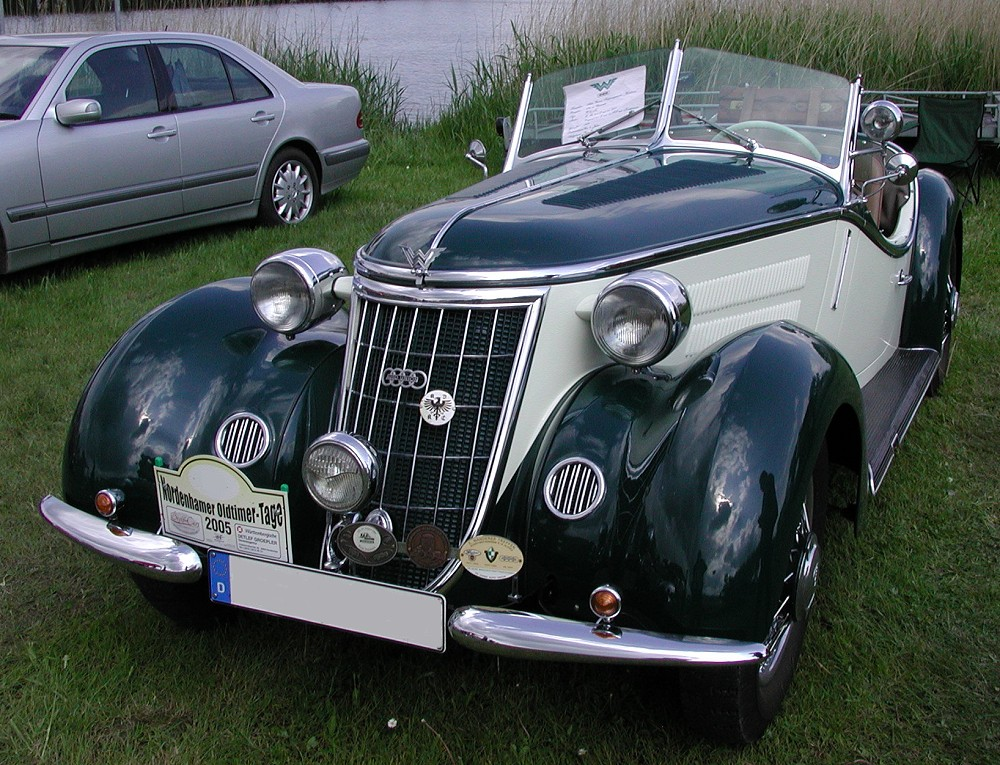
Wanderer

### Racing

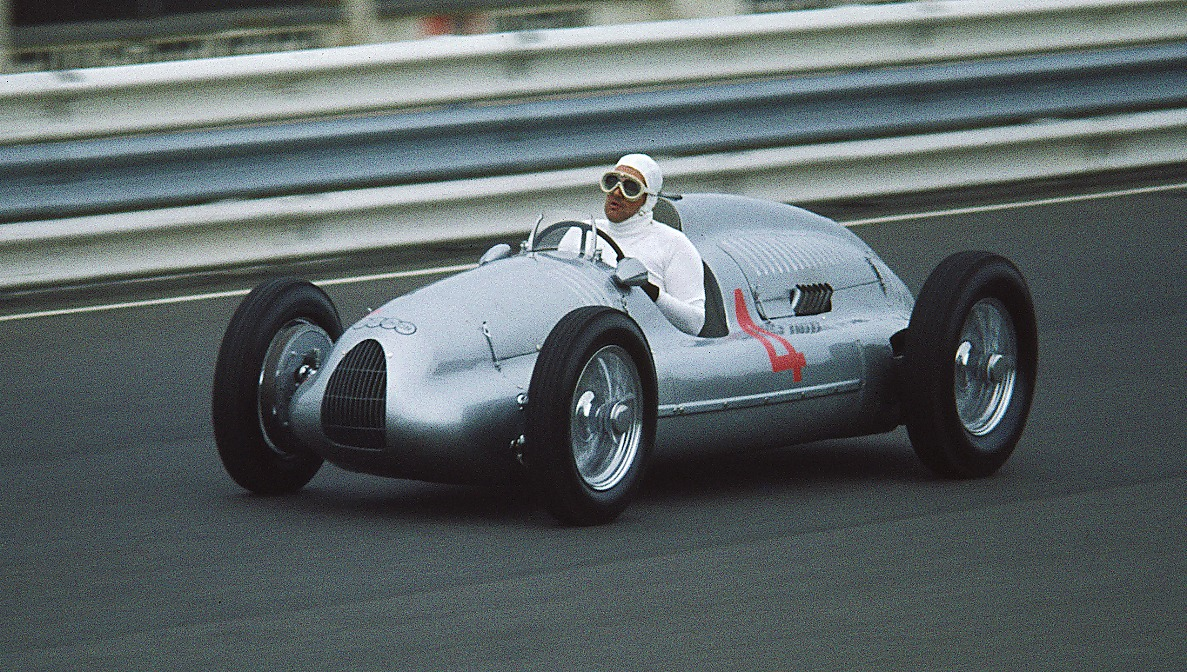
Auto Union Typ D - en av de klassiska silverpilarna.

Auto Union är främst känt för sitt racingstall, som var huvudkonkurrent till Mercedes-Benz under 1930-talets grand prix. Ferdinand Porsche konstruerade den första tävlingsmodellen, som var försedd med en mittmonterad kompressormatad V16-motor och individuell hjulupphängning. Porsche utvecklade även modell typ-B och typ-C men blev sedan engagerad i konstruktionsarbetet för Volkswagen, så utvecklingsarbetet av typ-D övertogs av Robert Eberan von Eberhorst. Auto Unions och Mercedes-Benz bilar kom att sätta rekord som inte skulle slås förrän på 1980-talet av formel 1-bilar. Dessa framgångsrika racingbilar kallas gemensamt Silverpilar.

### Auto Union efter 1945
Auto Union låg i spillror vid krigsslutet och fabrikerna i Sachsen var under sovjetisk ockupation. Bolagets fabriker förstatligades och fick nya namn. Audi blev VEB Kraftfahrzeugwerk Audi Zwickau och senare Automobilwerk Zwickau. I Zwickau blev Horch 1957 VEB Sachsenring Kraftfahrzeug- und Motorenwerke Zwickau. DKW:s motorcykelfabrik i Zschopau blev VEB Motorradwerk Zschopau och tillverkade motorcyklar under varumärket MZ. Wanderers fabrik demonterades och ersattes av VEB Büromaschinenwerk Chemnitz och VEB Werkzeugmaschinenbau Chemnitz. Auto Union AG i Chemnitz blev VEB Barkas-Werke.
I väst startades ny produktion upp 1949 i Düsseldorf och Ingolstadt. Under de knappa omständigheterna bolaget och hela Tyskland befann sig i föll valet på de enklare tvåtaktsdrivna DKW-konstruktionerna. 1949 grundades Auto Union GmbH. DKW blev en framgångsrik bil med sina tvåtaktsmotorer men precis som svenska Saab blev dessa modeller otidsenliga i början av 1960-talet. 
1958 köpte Daimler-Benz företaget men redan 1965 valde man att sälja till Volkswagen – vilket blev lyckokastet för Auto Union. Under det nygamla namnet Audi – namnet DKW ansågs hänga ihop för mycket med tvåtakt – utvecklades företaget. 1969 fusionerade man sig med NSU och sedan 1970-talet har Audi utvecklats till ett av de framgångsrikaste bilföretagen. NSU och Audi har spelat en avgörande roll även i Volkswagens utveckling. De fyra ringarna fick fortsatt förtroende som företagets logotyp och har gett en koppling historisk till den tyska eller om man så vill sachsiska bilindustrin som tillhörde de ledande fram till andra världskriget.

## Modeller
- Auto Union Typ A/B/C
- Auto Union Typ D
- Auto Union 1000

## Auto Union idag
Arvet efter Auto Union är högst påtagligt då Audi idag har kvar det märke som skapades för Auto Union där märkets rötter återfinns. Audi hette fram till 1985 Audi NSU Auto Union AG men bytte då namn till Audi AG då inget av de gamla märkena i namnet fanns kvar i produktion. Audi har idag hand om historiska delar och restaurerar bland annat gamla Auto Union-bilar. Audi har skapat ett dotterbolag Auto Union GmbH för detta ändamål. I och med den under 2009 planerade sammanslagningen av Porsche och Volkswagenkoncernen har det diskuterats om att återuppliva Auto Union som namn åt den nya koncernen.